# Semjon Nikititsch Urussow
Semjon Nikititsch Urussow (russisch Семён Никитич Урусов; * 4. Januar 1926 im Dorf Giljowka, Rajon Jalutorowsk; † 22. April 1991) war ein sowjetischer Bohrmeister.

## Leben
Urussow stammte aus einer Bauernfamilie und begann nach dem Schulbesuch 1941 in einem Mühlenbetrieb zu arbeiten.
Im Deutsch-Sowjetischen Krieg meldete er sich als Siebzehnjähriger freiwillig für die Front. Am 23. November 1943 wurde er in die Rote Armee aufgenommen und kam in das 181. Schützenregiment der 291. Schützendivision der 1. Ukrainischen Front. Im Dezember 1943 nahm er an der Befreiung Kiews teil. Im Januar 1944 kam er ins Baltikum und nahm an der Befreiung Rigas teil. Nach Kämpfen in Ungarn und Polen nahm er im Rahmen der Weichsel-Oder-Operation an der Sandomierz-Schlesischen Operation teil und liquidierte während der Eroberung Beuthens als Gefreiter vier Wehrmachtsangehörige.
Nach der Demobilisierung 1950 kehrte Urussow in die Oblast Tjumen zurück und absolvierte in Tjumen die Bohrer-Kurse. Darauf arbeitete er als Bohrassistent des Bakuer Bohrmeisters Bagrat Melik-Karamow bei der ersten Prospektionsbohrung in der Oblast Tjumen mit (15. Februar 1949 bis 5. Juni 1950), bei der jedoch nur Wasser gefunden wurde.
Ab 1953 arbeitete Urussow als Bohrmeister. In diesem Jahr wurde bei Berjosowo die erste Erdgasfontäne erhalten, aber die Suche nach Erdöl blieb weiter erfolglos. Die Bohrer bewegten sich weiter nach Nordenl. Urussows Brigade bohrte im Auftrag Raul-Juri Georgijewitsch Erviers an den Ufern der Konda im Autonomen Kreis der Chanten und Mansen (Jugra), wobei die Arbeitsbedingungen aufgrund der fehlenden Infrastruktur sehr schwierig waren. Nachdem aus den Bohrlöchern 2 und 7 nur 1,5 Tonnen und 12 Tonnen Öl täglich erhalten und Paläozoikum-Formationen freigelegt wurden, glaubten die Geologen hier nicht mehr an eine industriell lohnenswerte Erdölförderung. Am 18. Juni 1960 schoss aus dem unter Urussows Leitung in der Schaimer Erdölprospektionsexpedition in Jugra gebohrten Bohrloch Nr. 6 eine kräftige Ölfontäne, die mit 400 Tonnen täglich den Beginn der industriellen Erdölförderung in Westsibirien markierte. Sofort kamen Ervier und Andrei Alexejewitsch Trofimuk nach Schaim geflogen, um den großen Erfolg in Augenschein zu nehmen. Das offizielle Datum für die Tjumener Erdölentwicklung war der 21. Juni 1960. Danach wurden die Ölfelder Mortymjinskoje und Ust-Balykskoje entdeckt.
Urussow arbeitete mit seiner Bohrbrigade in diversen Expeditionen mit und war an der Entdeckung vieler weiterer Ölfelder unmittelbar beteiligt. In der Bohrschule der Tjumener Expedition bildete er mehr als 50 Bohrer und Bohrmeister aus. Er war Abgeordneter des Obersten Sowjets der RSFSR in der 6. bis 8. Sitzungsperiode und Delegierter des XXII. Kongresses der KPdSU 1961 (Mitglied seit 1957).

## Ehrungen, Preise
- Medaille „Für Verdienste im Kampf“ (1945 für erwiesene Tapferkeit im Kampf in Beuthen)[3]
- Medaille „Sieg über Deutschland“ (1945)
- Held der sozialistischen Arbeit mit Leninorden und Hammer-und-Sichel-Goldmedaille (1963)[1]
- Ehrenbürger Urais (1967)[7]
- Jubiläumsmedaille „Zum Gedenken an den 100. Geburtstag von Wladimir Iljitsch Lenin“ (1970)
- Orden der Oktoberrevolution (1971)
- Orden des Roten Banners der Arbeit (1974)
- Erstentdecker-Diplom für das Südsurgut-Ölfeld (1979)
- Orden des Vaterländischen Krieges II. Klasse (1985)[1][8]
- Ehrenbürger des Autonomen Kreises der Chanten und Mansen (2008 postum)[9]